# Synagoga w Raslavicach
Synagoga w Raslavicach – synagoga znajdująca się w Raslavicach na Słowacji, przy ulicy Hlavnej.
Synagoga została zbudowana w latach 30. XX wieku w stylu modernistycznym. Obecnie w synagodze znajduje się sklep i magazyn materiałów budowlanych. Z dawnego wyposażenia nie zachowało się nic, w latach powojennych przebudowano sale główną. Jedynym pomieszczeniem nieprzebudowanym jest galeria dla kobiet, która częściowo zachowała swoje oryginalne drewniane balustrady oraz kolumny. Obecnie synagoga jest jednym z najlepszych przykładów architektury wczesnomodernistycznej na terenie Słowacji.